# Lydia Lassilaová
Lydia Lassilaová, rodným jménem Ierodiaconouová (* 17. ledna 1982, Melbourne) je bývalá australská akrobatická lyžařka.
Na olympijských hrách ve Vancouveru roku 2010 vyhrála závod v akrobatických skocích. Na dalších hrách v Soči roku 2014 získala ve stejné disciplíně bronz, když se pokusila o nevídané trojité salto se čtyřmi vruty, po němž si ale hrábla při přistání. Stala se první ženou, která tento trik na závodech předvedla. Později, roku 2018, se stala se první Australankou, která startovala na pěti zimních hrách. Jejím nejlepším výsledkem na mistrovství světa bylo páté místo v roce 2013. Má malý křišťálový glóbus za celkové boulařské vítězství ve světovém poháru (2009), čtyřikrát byla druhá (2003, 2004, 2005, 2008), dvakrát třetí (2013, 2017). V souboji o velký křišťálový glóbus, tedy o celkové vítězství ve světovém poháru akrobatického lyžování, skončila nejlépe pátá, a to třikrát (2003, 2005, 2009). Vyhrála v seriálu světového poháru 16 závodů, 39krát stála na stupních vítězů.
Její matka je Italka a její otec Kypřan. Začínala jako gymnastka, v šestnácti přešla k akrobatickému lyžování. Získala bakalářský titul v oboru aplikovaná věda na RMIT University. Je vdaná za Lauriho Lassilu, bývalého finského akrobatického lyžaře. Prvního syna porodila v roce 2011 po zisku zlata ve Vancouveru 2010, druhého v roce 2015 po hrách v Soči v roce 2014, kde získala bronz. Byla známa tím, že své děti odmala brala na závody. "Podnikám, jsem sportovec a máma. To všechno jde zvládnout. Je to jen otázka organizace!" říkala k tomu.